# الميثاق الكندي للحقوق والحريات
الميثاق الكندي للحقوق والحريات هو تشريع دستوري في كندا ألحِق بالدستور الكندي على شكل الفصل الأول منه وأعتبرت بنود الدستور السابقة كفصل ثاني وذلك في 17 نيسان 1982. وقد تبنى الميثاق وعمل إلى إخراجه إلى النور السياسي ورئيس الوزراءالكندي آنذاك بيير ترودو المشهور بقيادته وشجاعة قراراته ورؤيته المستقبلية للبلاد.

## أهمية الميثاق الكندي للحقوق والحريات
تكمن أهمية الميثاق الكندي لـحقوق الإنسان وتميزه عن غيره بالنقاط التالية:
1. أنه يضع سلطة التأويل والتفسير والتطبيق بيد المحاكم ويجعل المحكمة العليا هي المرجع الوحيد لهذا التأويل والتطبيق. وبالتالي فهو يمنح السلطة القضائية صلاحيات أكبر مما تملكه تحت القانون العام ويجعلها بمنأى عن نفوذ السلطة التنفيذية ـالحكومةـ والسلطة التشريعية ـمجلس النواب ـ في ما يتعلق بضمان هذه الحقوق.
2. أنه كان أكثر عمليةً من غيره لإدراجه بندين شهيرين هما «بند المحدودية» (المادة 1) و«بند غض الاعتبار» (المادة 33).
ويعني بند المحدودية، محدودية الميثاق في حالات خاصة يسمح فيها للحكومة بتبرير القوانين التي تحوي بعض التجاوزات على الميثاق. ففي كل حالة تكتشف المحكمة خرق للميثاق من قبل أي قانون تشرعه الحكومة فأنها تعود وتدرس بند المحدودية لتقرر إذا ما كان هذا الخرق يخضع للمعايير التي يذكرها البند. وتستطيع المحكمة أن تقرّ القانون إذا كان غرض الحكومة من هذا الخرق تحقيق هدف عاجل وموضوعي بما لا يخلّ بحرية المجتمع. مثال على هذا: وضع الحكومة لقانون يمنع الخطابات والمقالات وأية وسيلة أخرى لإلقاء الرأي التي تحوي عبارات كره أو سباب ضد الآخرين. وقد قامت المحكمة بإقراره على الرغم من معارضته من حيث المبدأ لبند حرية الرأي والتعبير المكفولة في الميثاق.
3. بند غض الاعتبار يفوض الحكومة بتجاوز بعض الحقوق المذكورة في مواد معينة من الميثاق بشكل مؤقت ولفترة أقصاها خمس سنين، قابلة للتجديد، وأيضاً بما لا يخلّ بحرية المجتمع ككل. مثال على هذا البند هو استخدامه من قبل حكومة مقاطعة ساسكاتشيوان الكندية للتدخل لإنهاء إضراب عام بعد أن أصدرت قراراً يجبر المضربين على فك الإضراب والعودة للعمل، بما يخالف حقوقهم المضمونة في الميثاق (حق التجمع) عن طريق استخدام بند غض الاعتبار عن هذا الحق في سبيل المصلحة العامة بعد أقناع المحكمة العليا طبعاً. مثال آخر هو استخدامه من قبل حكومة مقاطعة ألبرتا لمنع قانون إقرار زواج المثليين عن طريق غض الاعتبار عن بنود الميثاق ذات العلاقة لفترة خمس سنين بمبرر أن المجتمع المحافظ في المقاطعة لم يصل إلى درجة من الليبرالية التي تسمح بتطبيق مثل هذا الحق.
4. أنه من المواثيق القليلة في العالم التي اعترفت بالتعددية الثقافية للبلد. فمواثيق حقوق الإنسان بالمجمل تأتي لتركز على المساواة بين أفراد الوطن بغض النظر عن اختلافاتهم. ولكن الميثاق الكندي أقر بأن هناك اختلافات يجب ضمان معالجتها بالميثاق ولذلك كان من ميزة الميثاق الكندي هو وجود بنود متعلقة باللغات الرسمية لكندا وبضمان حقوق لغات الأقليات الأخرى.
5. على خلاف المواثيق المماثلة، فالميثاق الكندي هو أكثر من مجرد ميثاق حقوق، فهو أصبح رمزاً للقيم الوطنية. لقد فتحت كندا باب الهجرة لكل سكان الأرض منذ بداية الستينات من القرن الماضي بعد أن كانت هذه الهجرة مقصورة لزمن طويل على الأوروبيين. وفي بلد أصبح مؤلفاً من موزاييك من الشعوب والأديان والثقافات، كان تحدي خلق هوية وطنية لكندا من أصعب التحديات إطلاقاً. لكن الميثاق الكندي أصبح رمزاً لكل الكنديين وعنواناً لهويتهم. فكان هدف ترودو أن يصبح تعريف كندا نفسها على أنها مجتمع يتساوى فيه الجميع ويتشاركون بمجموعة من القيم الأساسية المرتكزة على الحرية، وبالتالي يصبح بإمكان الكنديين أن يحددوا هويتهم بالانتماء إلى هذه القيم المشتركة بالحرية والمساواة وبالاعتزاز بتعددية ثقافة وطنهم. وعلى هذا فالميثاق أصبح عاملاً على توحيد المواطنين الكنديين، الذين ينتمون إلى مختلف أطياف المجموعات العرقية والدينية والثقافية، حول مجموعة من المبادئ التي تتضمن هذه الحقوق.
في مايلي النص العربي للميثاق:
(الأصل الإنكليزي يمكن قراءته على رابط وزارة العدل الكندية.) 

## الميثاق الكندي للحقوق والحريات - الترجمة العربية لكامل البنود
|                                                                     |  | على اعتبار أن كندا قد قامت على أساس المبادئ التي تعترف بسيادة الله وحكم القانون: |
| الحقوق والحريات في كندا                                             |  | ضمان الحقوق والحريات 1. الميثاق الكندي للحقوق والحريات يضمن الحريات والحقوق الواردة في بنوده فقط ضمن الحدود المعقولة التي يقرّها القانون والتي يمكن تبريرها مع ضمان مجتمع ٍ حر ٍ وديمقراطي. |
| الحريات الأساسية                                                    |  | الحريات الأساسية 2. لكل فرد الحريات الأساسية التالية: ا) حرية المعتقد والدين؛ ب) حرية الفكر والإيمان والرأي والتعبير، بما في ذلك حرية الصحافة وغيرها من وسائل الاتصال؛ ج) حرية التجمع السلمي؛ و د) حرية تكوين الجمعيات. |
| الحقوق الديمقراطية للمواطنين                                        |  | الحقوق الديمقراطية 3. كل مواطن كندي له الحق في التصويت في انتخابات أعضاء مجلس العموم أو المجالس التشريعية ويُعتبر مؤهلاً لعضوية هذه المجالس. |
| اقصي مدة للهيئات التشريعية                                          |  | 4. (1) لا يستمر أي مجلس عموم أو مجلس تشريعي لفترة أطول من خمس سنوات اعتباراً من التاريخ المحدد لأمر الانتخابات العامة لأعضائه. |
| الاستمرارية في الظروف الخاصة                                        |  | (2) في زمن الحرب المعلنة أو المترقـَّبَة، أو الغزو المسلح أو العصيان المسلح، يمكن للبرلمان في الحكومة الفيدرالية أن يمدد لمجلس العموم ويمكن للمشرّعين في المقاطعة أن يمددوا للمجلس التشريعي ما فوق مدة الخمس سنوات إذا لم يتم الاعتراض على هذا التمديد بأكثر من ثلث أعضاء مجلس العموم أو المجلس التشريعي، حسب الحالة. |
| الجلسة السنوية للهيئات التشريعية                                    |  | 5. يجب أن تقام جلسة واحدة على الأقل كل 12 شهرا للبرلمان وكل مجلس مشرعين. |
| تنقّل المواطنين                                                      |  | حرية التنقل 6. (1) لكل مواطن كندي الحق بالدخول إلى، والبقاء في، والخروج من كندا. |
| حقوق الانتقال وكسب الرزق                                            |  | (2) كل مواطن كندي وكل شخص يحمل صفة المقيم الدائم في كندا له الحق في ا) الانتقال والإقامة في أية مقاطعة؛ و ب) السعي إلى اكتساب الرزق في أية مقاطعة. |
| حدود                                                                |  | (3) الحقوق المحددة في البند الفرعي (2) أعلاه تخضع لـ ا) أية قوانين أو ممارسات للأحكام العامة الموضوعة قيد التنفيذ في المقاطعة، ماعدا تلك القوانين والأحكام التي تميز بين الأشخاص على أساس مقاطعة إقامتهم الحالية أو السابقة. ب) أية قوانين تنص على ضرورة توفـّر شروط معقولة للإقامة كمؤهل لتلقي الخدمات الاجتماعية التي تقدمها للجمهور. |
| برامج العمل الإيجابي                                                |  | (4) البنود الفرعية (2) و (3) أعلاه لا تمنع أي قانون أو برنامج أو نشاط هدفه تحسين ظروف الأفراد في مقاطعة من الذين يعتبرون محرومين اجتماعياً أو اقتصادياً إذا كانت نسبة العمالة في تلك المقاطعة أقل من معدل العمالة في كندا. |
| الحياة والحرية والأمان الشخصي                                       |  | الحقوق القانونية 7. لكل فرد الحق في الحياة والحرية والأمان على شخصه والحق في عدم حرمانه من هذه الحقوق إلا وفقاً لمبادئ العدل الأساسية. |
| التفتيش أو الحجز                                                    |  | 8. لكل فرد الحق في أن يكون آمناً من أي تفتيش أو حجز غير موضوعي. |
| التوقيف أو السجن                                                    |  | 9. لكل فرد الحق أن لا يُوقَـَف أو يسجن تعسفياً. |
| الاعتقال أو التوقيف                                                 |  | (10) لكل فرد الحق في حالة الاعتقال أو التوقيف في ا) أن يُبلـَّغ فوراً عن أسباب هذا الاعتقال أو التوقيف؛ ب) أن يعيـِّنَ أو يعلِمَ محام ٍ دون إبطاء وأن يُحاط علماً بهذا الحق؛ و ج) أن يكون اعتقاله مبنياً على مذكرة جلب قضائية وأن يُفرَج عنه في حال كان الاعتقال غير قانوني. |
| الإجراءات في المسائل الجنائية والعقوبات                             |  | (11) أي شخص متهم بارتكاب جريمة له الحق في ا) أن يُـبلـَّغ بجريمته بالتحديد من دون تأخير غير مبرر؛ ب) أن يحاكـَم خلال مدة معقولة؛ و ج) أن لا يـُجبر على أن يكون شاهداً في إجراءات ضد أشخاص آخرين لهم علاقة بالجرم؛ د) أن تُفترَضَ براءتـُه حتى تـُثـبَت إدانتـُه وفقاً للقانون في محاكمة عادلة وعلنية أمام محكمة مستقلة ومحايدة؛ هـ) أن لا يُمنع عنه الإفراج بكفالة معقولة دون سبب عادل؛ و) أن يخضع لمحاكمة بنظام هيئة محلفين عندما تكون عقوبة الجريمة القصوى هي السجن لمدة خمس سنوات أو أشد، باستثناء حالة جريمة ٍ تـُقاضى أمام محكمة عسكرية بموجب القانون العسكري؛ ز) أن لا يُـعتبر مذنباً بارتكاب أي عمل أو إهمال ما إلا إذا كان هذا العمل أو الإهمال في وقت ارتكابه يشكـّل جرماً بمقتضى القوانين الكندية أو الدولية أو كان عملاً إجرامياً طبقاً للمبادئ العامة للقانون المعترف بها من قبل المجتمع الدولي. ح) أن لا تـُعاد محاكمته مرة ثانية إذا بُرِّء من الجريمة، وأن لا يُـحاكم أو يُـعاقب مرة ثانية إذا ما وُجد مذنباً وعُوقب على جرمه؛ و ط) أن يستفيد من العقوبة الأقل إذا وُجد مذنباً بارتكاب جريمة وكان العقاب على الجرم مختلفاً بين وقت الارتكاب ووقت الحكم. |
| المعاملة أو العقوبة                                                 |  | 12. لكل فرد الحق في عدم الخضوع لأية معاملة أو عقوبة قاسية وغير طبيعية. |
| التجريم الشخصي                                                      |  | 13. الشاهد الذي يشهد في أية دعوى له الحق في أن لا تـُستخدمَ أية أدلة دائنة من أجل إدانته أو تجريمه في دعوى مختلفة، إلا في حالة الإدعاء على صحة شهادته أو في حال إدلائه بأدلة متناقضة. |
| المترجم                                                             |  | 14. أي طرف أو شاهد في أية إجراءات قضائية والذي لا يفهم أو لا يتكلم اللغة التي تُـقام بها هذه الإجراءات أو الذي هو أصمّ له الحق بالحصول على مساعدة مترجم. |
| المساواة أمام وتحت القانون والمساواة بالحماية والاستفادة من القانون |  | حقوق المساواة 15. (1) كل فرد متساوي أمام وبموجب القانون وله الحق في حماية قانونية متساوية والمساواة في الاستفادة من القانون دون تمييز، وعلى وجه الخصوص، دون تمييز على أساس العرق أو الأصل القومي أو الإثني أو اللون أو الدين أو الجنس أو السن أو الإعاقة الذهنية أو الجسدية. |
| برامج العمل الإيجابي                                                |  | (2) البند الفرعي (1) أعلاه لا يمنع أي قانون أو برنامج أو نشاط هدفه تحسين أوضاع المحرومين الأفراد أو الجماعات بما فيها تلك التي المحرومة بسبب العرق أو الأصل القومي أو الإثني أو اللون أو الدين أو الجنس أو السن أو الإعاقة الذهنية أو الجسدية. |
| اللغات الرسمية لكندا                                                |  | اللغات الرسمية لكندا 16. (1) الإنكليزية والفرنسية هما اللغتان الرسميتان لكندا وتتمتعان بالمساواة بالمركز الاعتباري والمساواة بالحقوق والامتيازات في ما يتعلق باستخدامهما في جميع المؤسسات البرلمانية والحكومية في كندا. |
| للغات الرسمية في نيو برونزويك                                       |  | (2) الإنكليزية والفرنسية هما اللغتان الرسميتان لنيو برونزويك وتتمتعان بالمساواة بالمركز الاعتباري والمساواة في الحقوق والامتيازات في ما يتعلق باستخدامهما في جميع مؤسسات المجلس التشريعي والحكومة في نيو برونزويك. |
| تعزيز المركز والاستخدام                                             |  | (3) ليس في هذا الميثاق ما يحد من سلطة البرلمان أو المجالس التشريعية لتعزيز المساواة والاستخدام للّغتين الإنكليزية والفرنسية. |
| المجتمعات المحلية الإنكليزية والفرنسية في نيو برونزويك              |  | 16.1 (1) المجتمعات اللغوية الإنكليزية والمجتمعات اللغوية الفرنسية في نيو برونزويك تتمتع بالمساواة في المركز الاعتباري والمساواة في الحقوق والامتيازات، بما في ذلك الحق بمؤسسات تعليمية متميزة ومؤسسات ثقافية متميزة واللازمة لحماية وتعزيز هوية تلك المجتمعات. |
| دور السلطة التشريعية والحكومة في نيو برونزويك                       |  | (2) يـُقـَرُّ دور المجلس التشريعي والحكومة في نيو برونزويك في الحفاظ على وتعزيز المركز والحقوق والامتيازات المشار إليها في البند الفرعي (1) أعلاه. |
| أعمال البرلمان                                                      |  | 17. (1) لكل شخص الحق في استعمال اللغة الإنكليزية أو الفرنسية في أية مناقشات أو أعمال أخرى في البرلمان. |
| أعمال المجلس التشريعي لنيو برونزويك                                 |  | (2) لكل شخص الحق في استعمال اللغة الإنكليزية أو الفرنسية في أية مناقشات أو أعمال أخرى في المجلس التشريعي لنيو برونزويك. |
| تشريعات وسجلات البرلمان                                             |  | 18. (1) التشريعات والسجلات والمجلات الرسمية للبرلمان يجب أن تـُطبـَع وتـُنشـَر بالإنكليزية والفرنسية وتـُعتبـَر كلتا اللغتان متساويتان في المرجعية. |
| تشريعات وسجلات نيو برونزويك                                         |  | (2) التشريعات والسجلات والمجلات الرسمية للمجلس التشريعي في نيو برونزويك يجب أن تـُطبع وتـُنشر بالإنكليزية والفرنسية وتـُعتبـَر كلتا اللغتان متساويتان في المرجعية. |
| الإجراءات في المحاكم المنشأة من قبل البرلمان                        |  | 19. (1) أياً من اللغتين الإنكليزية والفرنسية يمكن أن تُستخدَم من قبل أي شخص، في أي التماس أو أية عملية قضائية في أية محكمة منشأة من قـِبـَل البرلمان. |
| الإجراءات في محاكم نيو برونزويك                                     |  | (2) أياً من اللغتين الإنكليزية والفرنسية يمكن أن تُستخدَم من قبل أي شخص، في أي التماس أو أية عملية قضائية في أية محكمة في نيو برونزويك. |
| الاتصالات من قبل الجمهور مع المؤسسات الإتحادية                      |  | 20. (1) أي فرد من أفراد الشعب في كندا له الحق في الاتصال مع، والحصول على الخدمات المتاحة من، أي مكتب مركزي أو رئيسي لأية مؤسسة برلمانية أو حكومية كندية بالإنكليزية أو الفرنسية، وله أيضاً نفس الحق بالنسبة لأي مكتب آخر لتلك المؤسسات في حالة ا) أن يكون هناك طلباً كافياً على الاتصالات والخدمات من ذلك المكتب في اللغة المعنية؛ أو ب) أن يكون من المنطقي أن تكون الاتصالات والخدمات في ذلك المكتب متاحة باللغتين الإنكليزية والفرنسية بسبب طبيعة ذلك المكتب. |
| الاتصالات من قبل الجمهور مع مؤسسات نيو برونزويك                     |  | (2) أي فرد من أفراد الشعب في نيو برونزويك له الحق في الاتصال مع، والحصول على الخدمات المتاحة من، أي مكتب لأية من مؤسسات المجلس التشريعي أو الحكومة في نيو برونزويك بالإنكليزية أو الفرنسية. |
| استمرار الأحكام الدستورية القائمة                                   |  | 21. ليس في المواد من 16 إلى 20 أعلاه ما يلغي أو ينتقص من أي حق أو امتياز أو التزام يتعلق باللغتين الإنكليزية والفرنسية معاً، أو أي منهما على حدة، موجود أو مستمر بموجب أي حكم آخر في الدستور الكندي. |
| حقوق وامتيازات محمية                                                |  | 22. ليس في المواد من 16 إلى 20 أعلاه ما يلغي أو ينتقص من أي حق قانوني أو عرفي أو امتياز محصول عليه إما قبل أو بعد بدء سريان هذا الميثاق في ما يتعلق بأية لغة غير الإنكليزية أو الفرنسية. |
| لغة التدريس                                                         |  | حقوق الأقليات اللغوية التعليمية 23. (1) مواطنو كندا ب) الذين لغتهم الأولى التي تعلموها وما زالوا يفهمونها هي إما اللغة الإنكليزية أو الفرنسية والتي تعتبر لغة أقلية ٍ سكانية ٍ في المقاطعةِ التي يقيمون فيها، أو ج) الذين حصلوا على التعليم المدرسي الابتدائي في كندا بالإنكليزية أو الفرنسية ويقيمون في مقاطعة حيث تعتبر هذه اللغة التي حصلوا على تعليمهم بها لغة َ أقلية ٍ سكانية ٍ في المقاطعة، لهم الحق أن يتلقى أطفالهم التعليم بتلك اللغة في المدارس الابتدائية والثانوية في تلك المقاطعة. |
| الاستمرارية بتعليم اللغة                                            |  | (2) المواطنون الكنديون الذين لهم طفلاً قد تلقى سابقاً أو يتلقى حالياً التعليم الابتدائي أو الثانوي باللغة الإنكليزية أو الفرنسية في كندا، لهم الحق أن يستمر جميع أطفالهم بتلقي التعليم الابتدائي والثانوي بنفس تلك اللغة. |
| تطبيقات عندما يكون العدد كافيا                                      |  | (3) إن حق المواطنين في كندا تحت البنود الفرعية (1) و (2) أعلاه أن يتلقى أطفالهم التعليم المدرسي الابتدائي والثانوي بلغة الأقلية السكانية الإنكليزية أو الفرنسية في مقاطعه ما ا) يُـطبّـق عندما يكون عدد الأطفال المواطنين في المقاطعة الذين يملكون هذا الحق يكفي لتبرير اعتماد الأموال العامة لمنحهم تعليماً بلغة الأقلية؛ و ب) يتضمن، عندما يكون عددا الأطفال كافياً، حقهم بتلقي التعليم بلغة الأقلية في مؤسسة ٍ تعليمية ٍ تـُدرِّسُ بهذه اللغة وبتمويل من الأموال العامة. |
| تطبيق القوانين والحريات المكفولة                                    |  | التطبيق 24. (1) أي شخص أنتهكت حقوقه وحرياته كما هي مكفولة في هذا الميثاق أو منعت عنه، يمكن له أن يتقدّم لمحكمة قضائية مختصة للحصول على التصحيح الذي تراه المحكمة عادلاً ومناسباً بحسب الظروف. |
| استبعاد الأدلة التي تهدد مصداقية العدالة                            |  | (2) من خلال الإجراءات بموجب البند الفرعي (1) أعلاه، وعندما تخلص المحكمة إلى أن دليلاً قد تم الحصول عليه بطريقه مخالفة أو نافية لأي ٍ من الحقوق أو الحريات التي يكفلها هذا الميثاق، فيجب أن يتم استثناء هذا الدليل إذا ثبـَت، ومع مراعاة كافة الظروف، أن قبول هذا الدليل في الدعوى سوف يهدد مصداقية تطبيق العدالة. |
| حقوق وحريات الشعوب الأصلية لا تتأثر بالميثاق                        |  | عام 25. (1) إن ضمان هذا الميثاق لبعض الحقوق والحريات لا ينبغي تفسيره على أنه إلغاء أو تقييد لأية معاهدة أو حقوق أخرى أو حريات تخص السكان الأصليين لكندا بما في ذلك ا) أية حقوق أو حريات تم الاعتراف بها في المرسوم الملكي لـ 7 أكتوبر1763؛ و ب) أية حقوق أو حريات موجودة الآن بسبب اتفاقيات حقوق الأراضي الحالية أو تلك التي سوف تعقد في المستقبل. |
| الحقوق والحريات الأخرى لا تتأثر بالميثاق                            |  | 26. إن ضمان هذا الميثاق لبعض الحقوق والحريات لا ينبغي تفسيره على أنه إلغاء وجود لأي ٍ من الحقوق والحريات الأخرى الموجودة في كندا. |
| التراث الثقافي التعددي                                              |  | 27. هذا الميثاق يجب تفسيره بطريقه تتماشى مع حفظ وتعزيز التراث التعددي الثقافي للكنديين. |
| الحقوق مكفولة بالتساوي للجنسين                                      |  | 28. الحقوق والحريات المشار إليها في هذا الميثاق مكفولة بالتساوي للأشخاص الذكور والإناث، بغض النظر عما قد يكون مخالفاً لهذا الأمر فيه. |
| كفالة حقوق بعض المدارس                                              |  | 29. ليس في هذا الميثاق ما يلغي أو ينتقص من أية حقوق أو امتيازات يضمنها الدستور الكندي في ما يتعلق بالمدارس الدينية والطائفية الخاصة. |
| التطبيق على الأقاليم وسلطاته                                        |  | 30. إن كل إشارة في هذا الميثاق إلى المقاطعة أو إلى المجلس التشريعي للمقاطعة تعتبر متضمنة إقليم يوكون والأقاليم الشمال-غربية، أو سلطاتها التشريعية، حسب مساق الجملة. |
| عدم توسيع الصلاحيات التشريعيه                                       |  | 31. ليس في هذا الميثاق ما يوسع الصلاحيات التشريعية لأية هيئة أو سلطة. |
| تطبيق الميثاق                                                       |  | تطبيق الميثاق 32. (1)ينطبق هذا الميثاق ا) على البرلمان والحكومة في كندا بشأن جميع المساءل التي تقع ضمن سلطة البرلمان بما فيه كل المساءل المتصلة بإقليم يوكون والأقاليم الشمال-غربية؛ و ب) على المجلس التشريعي والحكومة في كل مقاطعة بما يتعلق بجميع المساءل التي تقع ضمن سلطة المشرّعين في كل مقاطعة. |
| استثناء                                                             |  | (2) بغض النظر عن البند الفرعي (1) أعلاه، فإن المادة 15 لا تدخل حيز التنفيذ حتى مرور ثلاث سنوات من تطبيق هذا الميثاق. |
| الاستثناء عند الإعلان عن حكم                                        |  | 33. (1) إن البرلمان أو المجلس التشريعي في مقاطعة يمكن أن يعلن بقانون برلماني أو تشريعي، حسب مقتضي الحال، أن القانون أو الحكم المُصدَر سوف يتم تطبيقه بغض الاعتبار عن الأحكام الواردة في المادة 2 أو المواد 7 إلى 15 من هذا الميثاق. |
| عملية الاستثناء                                                     |  | (2) أي قانون أو حكم تم الإعلان بغض الاعتبار عنه بمقتضى المادة الحالية يجب أن يكون يبقى مماشياً لأحكام الميثاق وسارياً في ماعدا الحالة والمدة المشار إليها في إعلان غض الاعتبار. |
| خمس سنوات حد أقصى                                                   |  | (3) الإعلان الصادر بموجب البند الفرعي (1) أعلاه يجب أن يفقد فاعليته بعد خمس سنوات من بدء نفاذه أو في موعد أسبق كما هو محدد في الإعلان. |
| إعادة التفعيل                                                       |  | (4) إن البرلمان أو المجلس التشريعي في مقاطعة يمكنه إعادة تفعيل إعلان غض اعتبار صادر بموجب البند الفرعي (1) أعلاه. |
| خمس سنوات حد أقصى                                                   |  | (5) البند الفرعي (3) أعلاه ينطبق على غض الاعتبار المعاد تفعيله بموجب البند الفرعي (4). |
| التسمية                                                             |  | التسمية 34. هذا الجزء من الدستور يمكن تسميته الميثاق الكندي للحقوق والحريات. |
| ----                                                                |  | ---- |
|                                                                     |  | |

## التفسير والتنفيذ
تقع مهمة تفسير الميثاق وإنفاذه على عاتق المحاكم، إذ إن المحكمة العليا في كندا هي السلطة المطلقة فيما يعنى بهذا الشأن.
مع تأكيد سيادة الميثاق بموجب المادة 52 من قانون الدستور لعام 1982، واصلت المحاكم ممارستها المتمثلة في إلغاء التشريعات أو أجزاء من القوانين غير الدستورية على نحو ما كانت عليه في السوابق القضائية السابقة المتعلقة بالنظام الاتحادي (الفيدرالي). غير أنه بموجب المادة 24 من الميثاق، اكتسبت المحاكم أيضًا تفويضات جديدة لإنفاذ تدابير جديدة واستبعاد المزيد من الأدلة في المحاكمات. أصدرت المحاكم منذ ذلك الحين العديد من القرارات الهامة، بما في ذلك قضية «آر ضد مورغنتالر (1988)، التي أبطلت قانون الإجهاض في كندا، وقضية «فريند ضد ألبرتا (1998)»، التي خلصت فيها المحكمة العليا إلى أن استبعاد الميول الجنسي بوصفه خلفية يحظر التطرق إليها يشكل انتهاكًا لحقوق المساواة بموجب المادة 15. في الحالة الأخيرة، فسرت المحكمة بعدها الحماية تلك في القانون.
يمكن للمحاكم تلقي أسئلة بشأن الميثان بطرق شتى. يمكن للمطالبين بالحقوق التعرض للمحاكمة بموجب قانون جنائي يزعمون أنفسهم بكونه غير دستوري. يشعر آخرون بأن خدمات الحكومة وسياساتها لا تنفذ وفقًا للميثاق، وأنها تطبق على المحاكم الأدنى مستوى لإصدار أوامر قضائية ضد الحكومة. يجوز للحكومة أيضًا إثارة مسائل تتعلق بالحقوق من خلال طرح أسئلة مرجعية على المحاكم الأعلى مستوى؛ مثلًا، جاءت حكومة رئيس الوزراء بول مارتن إلى المحكمة العليا طارحة عليها أسئلة بخصوص الميثاق فضلًا عن مخاوف اتحادية متعلقة بقضية الزواج من نفس الجنس (2004). يمكن للمقاطعات أيضًا فعل ذات الشيء مع محاكمها العليا. هلت حكومة جزيرة الأمير إدوارد موضوع الرجوع للقضاء الإقليميين بتوجيه سؤال إلى المحكمة العليا الإقليمية بشأن استقلال القضاء بموجب المادة 11.
في العديد من القضايا الهامة، وضع القضاة مختلف الاختبارات والسوابق لتفسير أحكام محددة من الميثاق، بما فيها بما فيها اختبار أوكس (المادة 1)، الذي قام على قضية «آر ضد أوكس (1986)؛ واختبار القانون (المادة 15)، الذي قام على قضية «القانون ضد كندا (1999)» والذي بطل منذ ذلك الحين. منذ صدور القانون المرجعي بشأن قانون المركبات الآلية في ولاية بريتيش كولومبيا (1985)، اعتمدت عدة نهوج لتحديد وتوسيع نطاق العدالة الأساسية (أي العدالة الطبيعية أو الإجراءات القانونية الواجبة) في إطار المادة 7.

### التفسير الهادف والمتسع
بوجه عام، اعتمدت المحاكم تفسيرا هادفًا بخصوص الحقوق التي يطرحها الميثاق. يعني ذلك أنه منذ القضايا الأولى مثل «هانتر ضد سوثام (1984)، و«آر ضد شركة بيغ إم رداغ مارت (1985)»، لم تعطي المحاكم تركيزًا كبيرًا على الفهم التقليدي المحدود لما كان يعنيه كل حق عندما اعتمد الميثاق في عام 1982. بل وعوَا عن ذلك، جرى التركيز على تغيير نطاق الحقوق حسب الاقتضاء لتتناسب مع غرضها الأوسع. يرتبط ذلك بالتفسير الأوسع للحقوق، إذ يفترض أن الغرض من أحكام الميثاق هو زيادة حقوق وحريات الناس في مختلف الظروف، على حساب السلطات الحكومية.
وافق الباحث الدستوري بيتر هوغ (2003) على النهج الأوسع في بعض الحالات، رغم أنه يرى في حالات أخرى أن الغرض من الأحكام لم يكن تحقيق مجموعة من الحقوق واسعة النطاق كما وضعت المحاكم في حسبانها. إذ لم يفلت النهج من النقد. كان السياسي تيد مورتون من ولاية ألبرتا والعالم السياسي راينر نوبف من أشد منتقدي هذه الظاهرة. رغم اعتقادهم بصحة مذهب «الشجرة الحية (مذهب في القانون الكندي يقتضي بوجوب دراسة الدستور على ضوء متجدد بتأقلم مع متغيرات العصر)»، الذي يشكل الأساس لهذا النهج (والذي يشكل أيضًا التفسير الأوسع للدستور الكندي)، إلا أنهم يطرحون فكرة أن السوابق القضائية للميثاق كانت أكثر تطرفًا. عند تطبيق مذهب الشجرة الحية كما يجب، يرى مورتون وكنوف (2000) أن، «شجرة الدردار تبقى شجرة الدردار، مهما نمت أغصانها وتفرعت إلا أنها لن تتحول لشجرة بلوط أو صفصاف». يمكن استخدام هذا المبدأ مثلًا حين يراد التمسك بحق ما حتى عندما تهدد حكومة ما بانتهاكه مستندة على أسس جديدة، طالما ظل الحق الأساسي هو نفسه، ولكن يزعم الباحثون أن المحاكم استخدمت المبدأ «لخلق حقوق جديدة». مثال على ذلك، يشير الباحثون إلى أن الحق الذي يدعمه الميثاق بعدم تجريم الذات توسع ليشمل سيناريوهات في النظام القضائي لم تكن في السابق خاضعة لحقوق تجريم الذات في قوانين كندية أخرى.

### تفسيرات أخرى
ثمة نهج عام آخر لتفسير الحقوق المنصوص عليها في الميثاق يتمثل في النظر في السوابق القانونية الدولية مع البلدان التي تتمتع بحماية حقوق محددة، مثل شرعة الحقوق الأمريكية (التي أثرت على جوانب من الميثاق) ودستور جنوب أفريقيا. إلا أن السوابق الدولية تتمتع فقط بقيمة إرشادية وليست إلزامًا. ى سبيل المثال، أشارت المحكمة الدستورية العليا إلى الميثاق وشرعة الحقوق في الولايات المتحدة بوصفهما «مولودين في بلدان مختلفة بأعمار أعمار مختلفة وفي ظروف مختلفة».
كثيرًا ما تتدخل جماعات مدافعة في القضايا لتقديم حجج بشأن كيفية تفسير الميثاق. من الأمثلة على ذلك، جمعية كولومبيا البريطانية للحريات المدنية، وجمعية الحريات المدنية الكندية، وجمعية الصحة العقلية الكندية، ومؤتمر العمل الكندي، وصندوق المرأة للتعليم والعمل القانونيين، ومنظمة المرأة الحقيقية في كندا. الغرض من هذه التدخلات هو مساعدة المحكمة ومحاولة التأثير عليها لإصدار قرار يخدم المصالح القانونية للمجموعة.
ثمة نهج آخر للميثاق، تتبعه المحاكم، هو مبدأ الحوار، الذي ينطوي على مشاركة أكبر من جانب الحكومات المنتخبة. ينطوي هذا النهج على صياغة الحكومات تشريعات تستجيب للأحكام الصادرة عن المحاكم، واعتراف المحاكم بتلك التشريعات في حالة الطعن في التشريعات الجديدة.

## المقارنات مع الوثائق الأخرى لحقوق الإنسان
رأى بعض أعضاء البرلمان الكنديين أن الحركة الرامية إلى ترسيخ الميثاق متعارضة مع النموذج البريطاني المتمثل في السيادة البرلمانية. تكهم هوغ (2008) بأن السبب وراء اعتماد بريطانيا لقانون حقوق الإنسان لعام 1998، الذي يسمح بتنفيذ الاتفاقية الأوروبية لحقوق الإنسان مباشرة في المحاكم المحلية، يعود جزئيًا لكون تلك الاتفاقيات مستوحاة من الميثاق الكندي المماثل.
يتماثل الميثاق الكندي مع الاتفاقية الأوروبية في نقاط عدة، لا سيما فيما يتعلق «ببنود التقييد» الواردة في الوثيقة الأوروبية. بسبب هذا التشابه مع القانون الأوروبي لحقوق الإنسان، لا تكتفي المحكمة الدستورية العليا بالنظر إلى السوابق القضائية لدستور الولايات المتحدة في تفسير الميثاق، بل تلتفت أيضًا إلى قضايا المحكمة الأوروبية لحقوق الإنسان.

### الميثاق الكندي في مقابل الدستور الأمريكي
يتمثل الفرق الجوهري بين شرعة الحقوق الأمريكية والميثاق الكندي بوجود القيود والاستثناءات. على ضوء ذلك، فسرت المحاكم الكندية كل حق على نطاق أوسع. غير أنه نظرًا لبنود التقييد، فإن القانون، في حالة وجود انتهاك لحق ما، لن يمنح بالضرورة حماية لهذا الحق. على العكس من ذلك، فإن الحقوق المنصوص عليها في شرعة الحقوق الأمريكية مطلقة، وعلى ذلك فإنه لن يحصل هناك انتهاك إلا بعد حصول انتهاك كاف لتلك الحقوق. التأثير الإجمالي هو أن كلا الدستورين يقدمان حماية مماثلة للعديد من الحقوق. بالتالي فإن «العدالة الأساسية» في كندا حسب المادة 7 تفسر على أنها تشمل حماية قانونية أكثر من الإجراءات القانونية الواجبة، وهو حال نظيره في الولايات المتحدة.